# Se ti trovi in pericolo
Se ti trovi in pericolo (titolo originale: Promise Me) è un romanzo dello scrittore statunitense Harlan Coben, pubblicato nel 2006. È l'ottavo episodio della serie dedicata a Myron Bolitar.
Il romanzo è stato tradotto in spagnolo, ebraico, olandese, svedese, portoghese, francese, italiano e altre lingue.

## Trama
Myron Bolitar, ex cestista divenuto agente sportivo e cinematografico, ha in passato avuto una vita molto movimentata, per la sua tendenza a cercare di salvare gli innocenti che gli chiedessero aiuto. Da sei anni tuttavia conduce una vita tranquilla dividendosi tra il New Jersey e New York City, ed ha una relazione con una giovane vedova dell'11 settembre, che sta crescendo da sola i due figli, tra cui la diciottenne Erin.
Ad Erin ed alla sua migliore amica Aimee (figlia di Claire, un'amica di vecchia data di Myron), fa promettere che - piuttosto di salire in macchina con una persona che avesse bevuto - l'avrebbero chiamato a qualunque ora del giorno e della notte: lui non avrebbe raccontato nulla ai genitori. Pochi giorni dopo, Aimee, in piena notte, lo chiama, e Myron tiene fede alla promessa, accompagnandola da New York fino alla casa di un'amica, dove avrebbe dovuto passare la notte.
Myron torna a casa, e solo il giorno dopo scopre che la ragazza è scomparsa e che quello dove l'aveva accompagnata non era l'indirizzo dell'amica.
Claire lo accusa di aver causato la scomparsa della ragazza, e Myron - con l'aiuto di Win ed Esperanza - si mette alla ricerca di Aimee. Man mano che l'indagine parallela va avanti, la storia di Aimee si intreccia con quella di un'altra ragazza scomparsa alcuni giorni prima, ed emerge una realtà malata, in cui padri senza scrupoli sono disposti a tutto pur di garantire ai figli l'accesso alle migliori università, con la complicità di alcuni insegnanti.

## Edizioni in italiano
- Harlan Coben, Se ti trovi in pericolo, traduzione di Alessandra Callegari, Milano: Mondadori, 2007
- Harlan Coben, Se ti trovi in pericolo, traduzione di Alessandra Callegari, Milano: Oscar Mondadori, 2009